# Mihaela Seifer
Mihaela Seifer (n. 23 iulie 1978, Brașov, România) este o jucătoare de handbal din România care evoluează pe postul de extremă dreapta la clubul Rulmentul Municipal Brașov.

## Palmares
Este câștigătoare a Cupei Challenge în sezonul 2005-2006.